# Kowale (powiat gdański)
Kowale (kaszb. Kòwôle lub też Kòwôlewò, niem. Kowall) – wieś w Polsce położona w województwie pomorskim, w powiecie gdańskim, w gminie Kolbudy przy drodze wojewódzkiej nr 221. W pobliżu Kowal znajduje się węzeł drogowy w ciągu obwodnicy trójmiejskiej S6. Transport publiczny jest obsługiwany przez komunikację miejską Gdańska.
Północny fragment wsi stanowi jednostkę terytorialną Gdańska.
W miejscowości znajduje się parafia rzymskokatolicka, należąca do dekanatu Gdańsk-Łostowice, archidiecezji gdańskiej. Siedziba klubu sportowego GKS Kowale.

## Historia
W okresie średniowiecza Kowale (początkowo także Cowall - 1351 rok) były wsią służebną miasta Gdańska, zamieszkałą przez kowali (rzemieślników). Pierwsze wzmianki o Kowalach – w tym czasie wsi krzyżackiej – pochodzą z 1378, przy dzierżawie młyna w Bielkowie Mikołajowi Ulrichowi (dzierżawa obejmowała również prawo przemiału zboża z Kowali i innych okolicznych wsi). Wieś była często niszczona w wojnach i oblężeniach. W 1454 należała do terytorium miasta Gdańska. Wieś należąca do Gdańskiej Wyżyny terytorium miasta Gdańska położona była w drugiej połowie XVI wieku w województwie pomorskim.
Po 1772 Kowale zostały odłączone od Gdańska. Pod koniec XIX wieku Kowale były wsią włościańską, leżącą na bitym trakcie kościersko-gdańskim. W tym okresie mieszkało w Kowalach 152 ewangelików, 135 katolików, 7 gburów i 1 zagrodnik. Wieś należała do parafii w Świętym Wojciechu, szkoły w Bąkowie, a poczty w Gdańsku.

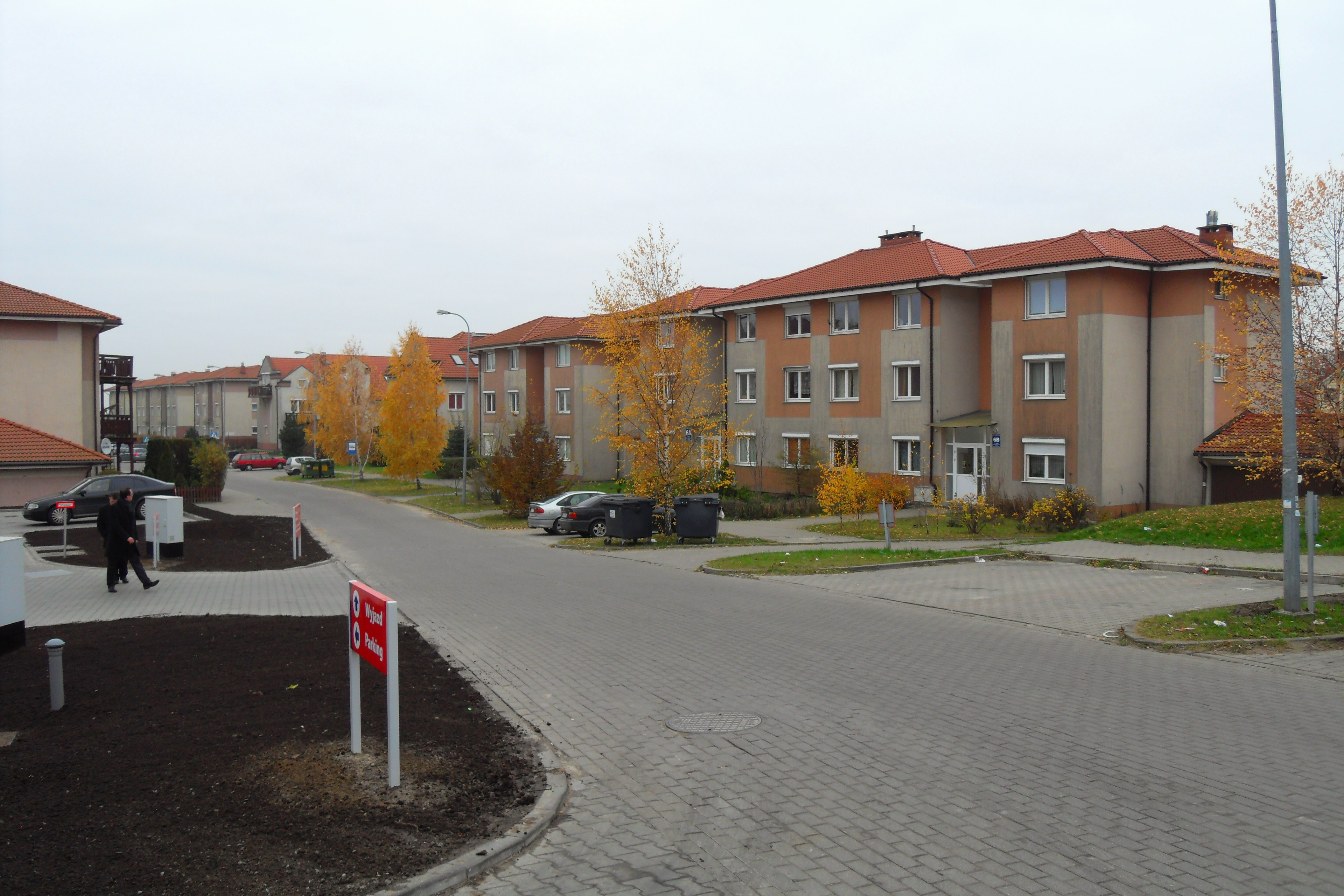
Kowale, osiedle Olimp

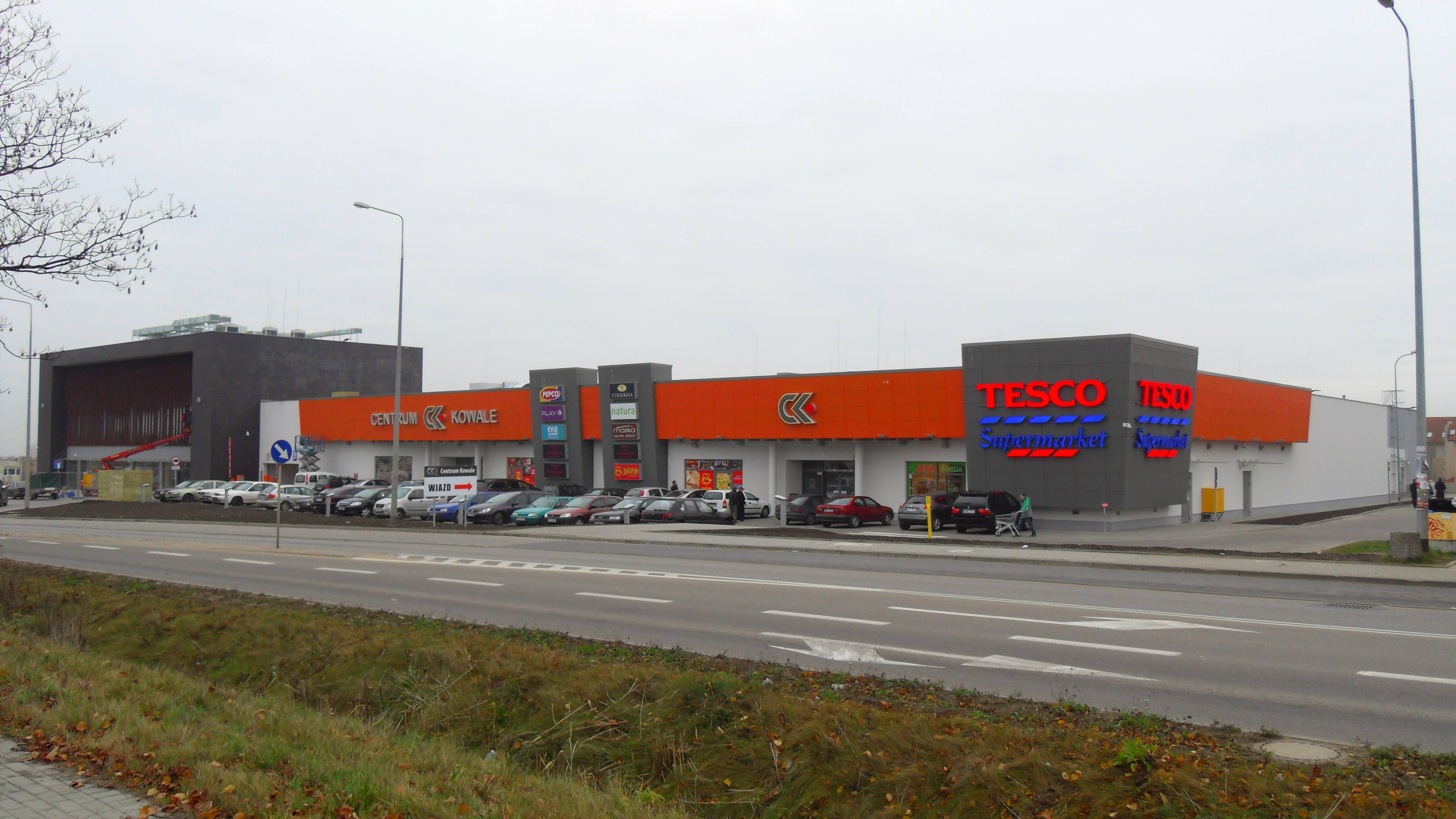
Centrum Kowale

W roku 1942 dokonano zmiany niemieckiej nazwy Kowall na Schmiede. W latach 1945–1998 miejscowość należała administracyjnie do województwa gdańskiego.
Na obszarze Kowal od końca lat 90. XX wieku powstały nowe osiedla mieszkaniowe, m.in. osiedle Olimp.
W latach 1994–1995 w Kowalach wybudowano kaplicę pod wezwaniem świętej Faustyny. 24 lipca 2000 r. utworzono na terenie wsi parafię pod wezwaniem świętej Kingi. 18 września 2006 r. rozpoczęto budowę kościoła, w którym od 20 maja 2012 r. są regularnie odprawiane msze św.
7 grudnia 2012 zostało oficjalnie otwarte Centrum Kowale (około 6200 m² powierzchni handlowej, usługowej i biurowej).
W 2017 rozstrzygnięto przetarg na budowę wspólnej szkoły z 24 oddziałami, salą gimnastyczną oraz (w II etapie) z basenem dla 1125 dzieci (w tym 125 przedszkolaków) z gmin Kolbudy, Pruszcz Gdański oraz Gdańska. Projekt budowlany jest adaptacją szkoły zbudowanej przez Gdańsk w dzielnicy Kokoszki. Szkołę wybudowała firma Strabag na działce należącej do gminy Kolbudy. Szkoła została oddana do użytku 1 września 2018, kiedy rozpoczęło w niej naukę niemal 800 dzieci, a szacowany koszt inwestycji to ok. 40 mln zł. W maju 2019 otwarty zostanie segment B ze stołówką i salą gimnastyczną.